# Tynia Gaither
Tynia Gaither (sinh ngày 16 tháng 3 năm 1993) là một vận động viên người Bahamas thi đấu trong các nội dung chạy nước rút. Cô đã giành huy chương bạc trong 200 mét tại Thế vận hội Trẻ Mùa hè 2010. Sau đó, cô đại diện cho đất nước của mình trong 60 mét tại Giải vô địch trong nhà thế giới 2016 mà không tiến lên từ vòng đầu tiên.

## Thành tích giải đấu
| Năm                      | Giải đấu                   | Địa điểm                    | Thứ hạng                 | Nội dung                 | Chú thích                |
| Representing the Bahamas | Representing the Bahamas   | Representing the Bahamas    | Representing the Bahamas | Representing the Bahamas | Representing the Bahamas |
| ------------------------ | -------------------------- | --------------------------- | ------------------------ | ------------------------ | ------------------------ |
| 2010                     | CARIFTA Games              | George Town, Cayman Islands | 2nd                      | 200 m                    | 23.83                    |
| 2010                     | CARIFTA Games              | George Town, Cayman Islands | 2nd                      | 4 × 100 m relay          | 45.59                    |
| 2010                     | World Junior Championships | Moncton, Canada             | 23rd (sf)                | 200 m                    | 24.48                    |
| 2010                     | Youth Olympic Games        | Singapore                   | 2nd                      | 200 m                    | 23.68                    |
| 2011                     | CARIFTA Games              | Montego Bay, Jamaica        | 5th                      | 100 m                    | 11.72                    |
| 2016                     | World Indoor Championships | Portland, United States     | 28th (h)                 | 60 m                     | 7.41                     |
| 2016                     | Olympic Games              | Rio de Janeiro, Brazil      | 24th (sf)                | 200 m                    | 23.45                    |
| 2017                     | IAAF World Relays          | Nassau, Bahamas             | 6th                      | 4 × 100 m relay          | 44.01                    |
| 2017                     | World Championships        | London, United Kingdom      | 8th                      | 200 m                    | 23.07                    |
| 2017                     | World Championships        | London, United Kingdom      | –                        | 4 × 100 m relay          | DNF                      |
| 2018                     | NACAC Championships        | Toronto, Canada             | 6th                      | 200 m                    | 23.41                    |

## Thành tích cá nhân tốt nhất
Ngoài trời
- 100 mét - 11,21 (+0,1   m / s, Los Angeles 2015)
- 200 mét - 22,61 (+1,7   m / s, Fayetteville 2014)

Trong nhà
- 60 mét - 7,23 (Seattle 2015)
- 200 mét - 23.11 (Fayetteville 2016)